# Тлакоталпан
Тлакоталпан (на испански: Tlacotalpan) е град и община в Мексико, щат Веракрус.
Общината е разположена е на площ 646,51 км², с население от 7600 жители (по данни от 2010 г.).
Съседни градове на Тлакоталпан на север са Алварадо и Тлалихкоян. На изток са Лердо де Техада и Сан Андрес Тухтла, на юг – Косамалоапан де Карпио, на запад – Тиера Бланка.
Градът е построен край река Папалоапан.